# 小约翰·默瑟·沃克
小约翰·默瑟·沃克（1940年12月26日—）是一位资深美国联邦法官，任职于美国联邦第二巡回上诉法院，是老约翰·默瑟·沃克之子，老乔治·赫伯特·沃克之孙，第41任美国总统乔治·赫伯特·沃克·布什的表弟，第43任美国总统乔治·沃克·布什的表叔。